# Knežje
Knežje (makedonska: Кнежје) är en ort i Nordmakedonien. Den ligger i kommunen Sveti Nikole, i den centrala delen av landet, 40 kilometer öster om huvudstaden Skopje. Knežje ligger 407 meter över havet och antalet invånare är 101.